# 囊管草瑞香
囊管草瑞香（学名：Diarthron vesiculosum）为瑞香科草瑞香属下的一个种。